# Journal of the Royal Horticultural Society
Journal of the Royal Horticultural Society, (abreujat J. Roy. Hort. Soc.), és una revista amb il·lustracions i descripcions botàniques que és editada a Londres des de l'any 1866 fins a l'actualitat. Va ser precedida per J. Hort. Soc. London.